# Sam Mohdad
Sam Mohdad (Bzebdine, Liban, 1964) est un photographe photojournaliste libanais.

## Biographie
Après ses études à Liège, Sam Mohdad fait des reportages au Proche-Orient et plus généralement dans le mond arabe :
Syrie en 1987, chez les Sahraouis en 1986, en Irak, en Algérie en 1992 et le quotidien au Liban de 1985 à 1992.
Il est avec Akram Zaatari et Fouad Elkoury un des fondateurs de la  Fondation arabe pour l’image, une institution chargée de collecter, préserver et étudier des photographies du Moyen-Orient, de l’Afrique du Nord et des diasporas arabes.
Mohdad est membre de l'agence Vu à Paris.

## Collections
- Le Château d'eau de Toulouse